# Ordinariato militare in Canada
L'ordinariato militare in Canada è un ordinariato militare della Chiesa cattolica in Canada. È retto dal vescovo Scott Cal McCaig, C.C.

## Territorio
Sede dell'ordinariato è la città di Ottawa.

## Storia
Il vicariato castrense in Canada è stato eretto il 17 febbraio 1951 con il decreto Materna Ecclesiae della Congregazione Concistoriale.
Il 21 aprile 1986 il vicariato castrense è stato elevato ad ordinariato militare con la costituzione apostolica Spirituali militum curae di papa Giovanni Paolo II.
Nel 1988 sono stati approvati ad experimentum gli statuti dell'ordinariato militare, previsti della Spirituali militum curae. Il 30 marzo 2009 la Congregazione per i vescovi ha concesso l'approvazione definitiva degli statuti, in base ai quali il nome ufficiale dell'istituzione è quello di The roman catholic military ordinariate of Canada (in inglese) e Ordinariat militaire catholique romain du Canada (in francese); per concessione della Santa Sede è chiamata anche Military diocese of Canada / Diocèse militaire du Canada.

## Cronotassi dei vescovi
Si omettono i periodi di sede vacante non superiori ai 2 anni o non storicamente accertati.
- Charles Leo Nelligan † (20 settembre 1939 - 19 maggio 1945 dimesso)
- Maurice Roy † (8 giugno 1946 - 12 marzo 1982 ritirato)
- Francis John Spence † (14 marzo 1982 - 28 ottobre 1987 dimesso)
- André Vallée, P.M.E. † (28 ottobre 1987 - 19 agosto 1996 nominato vescovo di Hearst)
- Donald Thériault (25 marzo 1998 - 8 aprile 2016 dimesso)
- Scott Cal McCaig, C.C., dall'8 aprile 2016

## Statistiche
| anno | presbiteri | presbiteri | presbiteri | diaconi | religiosi | religiosi | parrocchie |
| anno | totale     | secolari   | regolari   | diaconi | uomini    | donne     | parrocchie |
| ---- | ---------- | ---------- | ---------- | ------- | --------- | --------- | ---------- |
| 1999 | 37         | 33         | 4          | 2       | 4         |           | 22         |
| 2000 | 41         | 37         | 4          |         | 4         |           | 22         |
| 2001 | 41         | 37         | 4          | 2       | 4         |           | 21         |
| 2002 | 39         | 36         | 3          | 2       | 5         |           | 21         |
| 2003 | 11         | 8          | 3          | 1       | 4         | 2         | 22         |
| 2004 | 37         | 35         | 2          | 1       | 3         | 2         | 22         |
| 2013 | 41         | 40         | 1          | 7       | 1         |           | 22         |
| 2016 | 19         | 16         | 3          | 10      | 3         |           | 23         |
| 2019 | 38         | 35         | 3          | 10      | 3         |           | 22         |
| 2021 | 39         | 37         | 2          | 12      | 2         |           | 21         |